# Tomasi Vakatora
Tomasi Rayalu Vakatora, né le 18 septembre 1926 au village de Naivalaca à Rewa et mort le 12 juin 2006,, est un homme politique fidjien.

## Biographie
Scolarisé dans une école méthodiste à Suva, il est soldat dans le corps armé fidjien de logistique durant la dernière partie de la Seconde Guerre mondiale. Il suit à Nasinu une formation d'enseignant, puis commence des études au Ruskin College (en) à Oxford mais les abandonne sans obtenir de diplôme. Il devient enseignant en école primaire aux Fidji en 1948, puis quitte l'enseignement et est employé à partir de 1955 comme fonctionnaire dans le département du Travail de l'administration coloniale. Il poursuit cette carrière au-delà de l'indépendance des Fidji en 1970, dans ce qui devient le ministère du Travail, jusqu'à être nommé sénateur en 1976. Aux élections législatives de septembre 1977, il se présente comme candidat du parti de l'Alliance, au pouvoir, face au député sortant de l'extrême-droite ultra-nationaliste autochtone Sakeasi Butadroka, et remporte son siège. Il intègre ainsi la Chambre des représentants sur les bancs de la majorité parlementaire,,,.
Il est alors nommé ministre du Tourisme, des Transports et de l'Aviation civile dans le gouvernement de centre-droit du Premier ministre Ratu Sir Kamisese Mara. À l'occasion d'un remaniement ministériel en janvier 1981, il devient le ministre du Travail, des Relations entre employeurs et employés, et de l'Immigration. Réélu député aux élections de 1982, à nouveau face à Sakeasi Butadroka, il est ensuite élu président de la Chambre des représentants par ses pairs. Il est parfois accusé de partialité en faveur du gouvernement, ce qui mène notamment à une altercation avec Jai Ram Reddy, le chef de l'opposition parlementaire, qui quitte avec colère l'enceinte de la Chambre lors d'une séance en décembre 1983. Il occupe cette fonction durant la législature 1982-1987,,.
Autochtone conservateur, persuadé comme bon nombre de ses pairs que la prééminence politique de la communauté autochtone doit être sauvegardée, il participe activement à la rédaction d'une nouvelle constitution initiée par les auteurs des coups d'États militaires nationalistes de 1987. La nouvelle constitution, en 1990, réserve aux autochtones l'exercice des plus hautes fonctions de l'État, et leur garantit la majorité absolue des sièges à la Chambre des représentants. Il est brièvement vice-Premier ministre et ministre des Finances et du Développement économique dans le gouvernement par intérim que mène Kamisese Mara en 1992 avant les élections législatives de 1992, mais ne se présente pas à ce scrutin, mettant ainsi un terme à sa carrière politique,.
Au cours des années qui suivent, le Premier ministre nationaliste autochtone Sitiveni Rabuka, auteur des coups d'États de 1987 avant de remporter les élections de 1992 et de 1994, se rapproche de Jai Ram Reddy, devenu à nouveau le chef de l'opposition parlementaire et ainsi le principal porte-parole de la communauté indo-fidjienne, lésée par la constitution de 1990. L'entente entre les deux hommes aboutit à la formation d'un comité chargé de préparer une nouvelle constitution, plus équilibrée. Le comité est présidé par Sir Paul Reeves, ancien gouverneur général de Nouvelle-Zélande. Tomasi Vakatora est choisi par Sitiveni Rabuka comme représentant du gouvernement et des intérêts de la communauté autochtone au comité, tandis que Jai Ram Reddy nomme l'historien indo-fidjien Brij Lal comme troisième membre. Malgré leurs points de vue différents, Tomasi Vakatora et Brij Lal se lient de respect mutuel et d'amitié. Leur rapport conjoint en 1996 aboutit à une nouvelle constitution en 1997, qui annule les dispositions discriminatoires de la précédente et modifie le système électoral pour tenter de faire en sorte que les personnalités politiques aient à s'attirer les voix de communautés ethniques autres qu'uniquement la leur,,,.